# Silene pichiana
Silene pichiana är en nejlikväxtart som beskrevs av Ferrarini och Cecchi. Silene pichiana ingår i släktet glimmar, och familjen nejlikväxter. Inga underarter finns listade i Catalogue of Life.